# Glasfilter

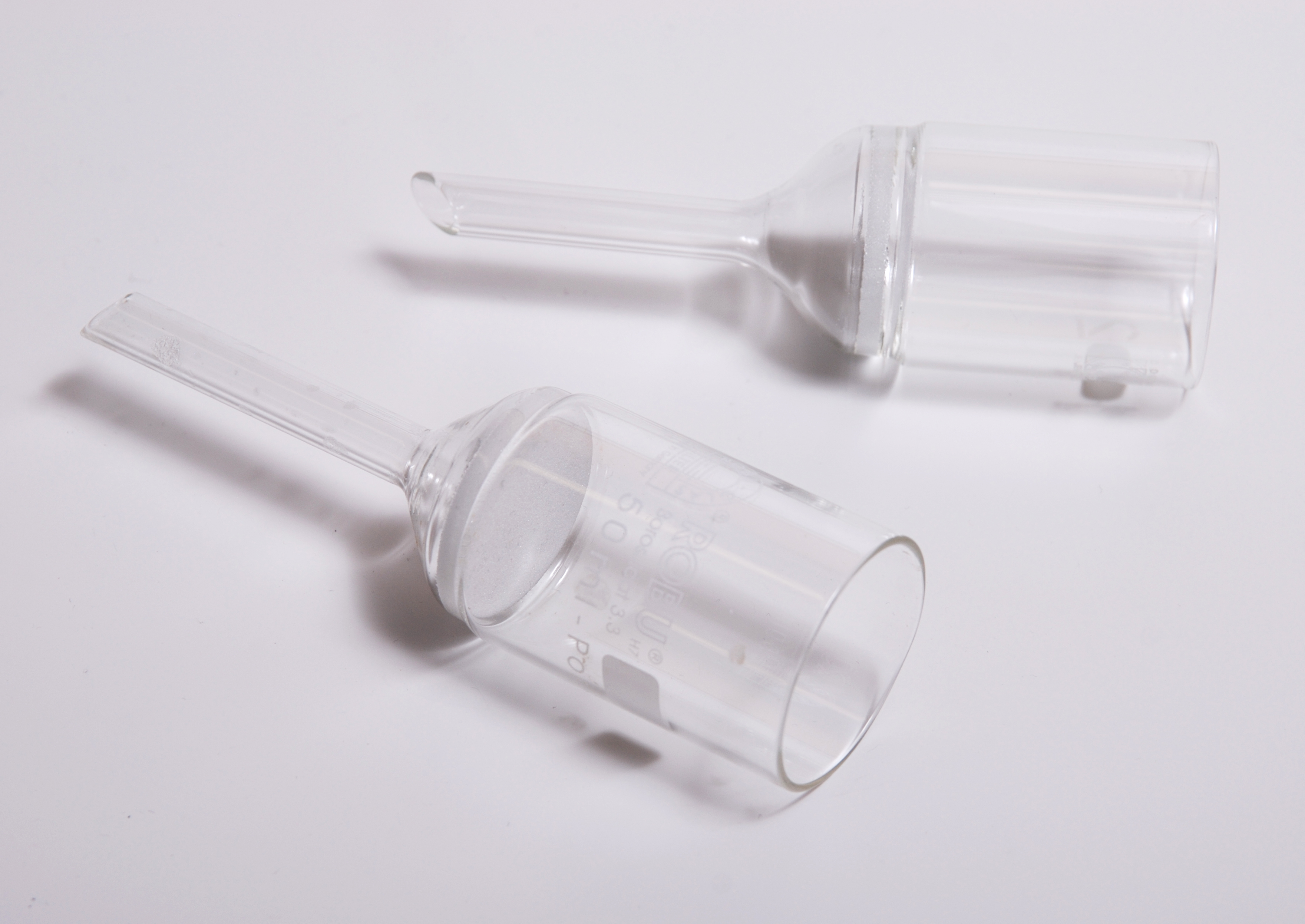
Två glasfiltertrattar. Glasfiltret är den "snövita" skiva som sitter mellan trattarnas övre cylindriska del och den undre trattformade delen.

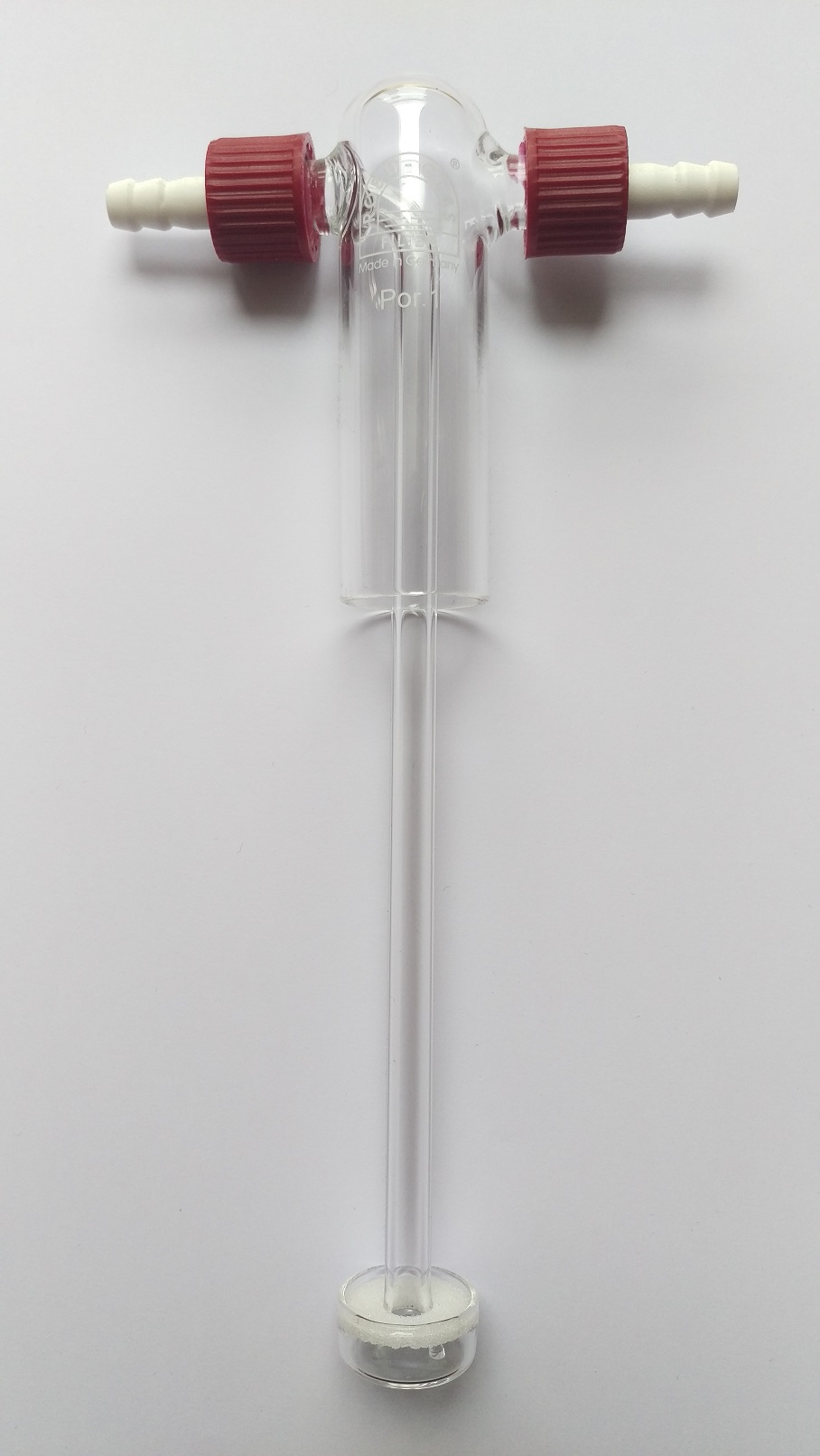
Insats till en gastvättflaska med fritta i inloppsrörets nedre ände för att få mindre bubblor och därigenom öka kontaktytan mellan gasen och tvättvätskan.

Glasfilter är finporiga skivor tillverkade av fritta (sintrat glaspulver eller, mer sällan, glasfiber) som främst används för att filtrera bort partiklar ur vätskor och gaser. De tillverkas vanligen av borsilikatglas och kan användas som de är men integreras för det mesta i annan utrustning, som glasfiltertrattar och glasfilterdeglar. Fritta/glasfilter kan också användas för att finfördela en gasström (vilket ibland utnyttjas i gastvättflaskor). Glasfilter med grövre porositet används också som bottenplattor i kolonner fyllda med exempelvis kiselgel vid kromatografi eller amalgamerad zink vid reduktion i en Jonesreduktor.

## Porositet
Porstorleken hos ett glasfilter bestäms med hjälp av att man leder en luftström genom det nedsänkt i vatten precis under ytan och avgör när lufttrycket är precis tillräckligt för att bubblor skall bildas.
Glasfilter delas i i olika klasser enligt ISO 4793:1980.
| ISO-Beteckning | Alternativt | Porstorlek (µm) | Användning                                                                      |
| -------------- | ----------- | --------------- | ------------------------------------------------------------------------------- |
| P 500          | POR 00      | 250–500         | Grovfiltrering. Gasbubbling.                                                    |
| P 250          | POR 0       | 160–250         | Grovfiltrering. Gasbubbling.                                                    |
| P 160          | POR 1       | 100–160         | Grovfiltrering. Gasbubbling (vid högre tryck).                                  |
| P 100          | POR 2       | 040–100         | Finfiltrering. Gasdiffusion.                                                    |
| P 40           | POR 3       | 016–040         | Analytisk filtrering. Gasdiffusion i vätskor.                                   |
| P 16           | POR 4       | 010–016         | Analytisk finfiltrering. Gasdiffusion i vätskor.                                |
| P 1,6          | POR 5       | 001–01,6        | Analytisk ultrafinfiltrering. Bakteriologiska filter och sterilisering av luft. |

Det finns även en amerikansk standard ASTM E128-99(2019).
Märk också att ju mindre porer, desto längre tid tar filtreringen! Så var inte överambitiös.

## Trattar och deglar
En glasfiltertratt är en tratt med ett inmonterat (fastsmält) glasfilter och denna påminner härigenom om en Büchnertratt. Liksom denna används den vid sugfiltrering (utan sug får man blygsam eller ingen genomströmning) där den monteras i en sugkolv med en konisk gummimanschett. Fördelen gentemot Büchnertratten är att man slipper filtrerpappret, som lätt lossnar, och glasfiltertratten är därigenom enklare att använda. Å andra sidan är den besvärligare att rengöra (glasfiltret måste ju rengöras - de är ju inga förbrukningsartiklar som filtrerpapper). Trattens övre del är vanligen cylindrisk så att diametern är ganska liten och den kan därför placeras upp och ner på en plan gummiring ovanpå sugkolven så att rengöringsvätskor kan sugas baklänges genom filtret.
En glasfilterdegel är i princip en glasfiltertratt, men utan pip och "avkapad" strax under glasfiltret. Den lilla "kvarlämnade trattresten" under filtret gör att den kan stå upprätt på ett plant underlag, så att fällningen (eller vad man nu filtrerat bort) inte trillar ut. Den används därför till kvantitativa analyser (konstantvägning). På samma sätt som glasfiltertratten kan ses som en utveckling av Büchnertratten, kan glasfilterdegeln ses som en utveckling av Goochdegeln (som introducerades av den amerikanske kemisten Frank Austin Gooch 1878).